# Oenothera arequipensis
Oenothera arequipensis är en dunörtsväxtart som beskrevs av Philip Alexander Munz och I. M. Johnston. Oenothera arequipensis ingår i släktet nattljussläktet, och familjen dunörtsväxter. Inga underarter finns listade i Catalogue of Life.